# Brossay
Brossay é uma comuna francesa na região administrativa da Pays de la Loire, no departamento de Maine-et-Loire. Estende-se por uma área de 4,79 km². Em 2010 a comuna tinha 361 habitantes (densidade: 75,4 hab./km²).